# Helmondia '55 in het seizoen 1959/60
Het seizoen 1959/1960 was het vijfde jaar in het bestaan van de Helmondse betaaldvoetbalclub Helmondia '55. De club kwam uit in de Eerste divisie B en eindigde daarin op de 14e plaats.

## Wedstrijdstatistieken

### Eerste divisie B
|       | AGOVV | Alkmaar '54 | D.F.C. | DHC   | De Graafschap | Eindhoven | Go Ahead | Heracles | Hermes DVS | Leeuwarden | Limburgia | RBC   | RCH   | SHS   | VSV   | ZFC   |
| ----- | ----- | ----------- | ------ | ----- | ------------- | --------- | -------- | -------- | ---------- | ---------- | --------- | ----- | ----- | ----- | ----- | ----- |
| Thuis | 3 – 2 | 2 – 1       | 3 – 3  | 6 – 2 | 0 – 0         | 1 – 0     | 3 – 0    | 0 – 2    | 1 – 2      | 0 – 1      | 1 – 2     | 0 – 0 | 3 – 0 | 1 – 1 | 0 – 2 | 1 – 1 |
| Uit   | 6 – 2 | 2 – 2       | 6 – 1  | 1 – 0 | 3 – 0         | 6 – 0     | 2 – 1    | 1 – 2    | 1 – 0      | 5 – 2      | 2 – 2     | 2 – 0 | 1 – 1 | 1 – 0 | 5 – 3 | 1 – 2 |

## Statistieken Helmondia '55 1959/1960

### Eindstand Helmondia '55 in de Nederlandse Eerste divisie B 1959 / 1960
| Stand | Gespeeld | Gewonnen | Gelijk | Verloren | Punten | Doelpunten voor | Doelpunten tegen |
| ----- | -------- | -------- | ------ | -------- | ------ | --------------- | ---------------- |
| 14e   | 32       | 8        | 8      | 16       | 24     | 43              | 64               |

### Topscorers
| Competitie \| # \| Naam \| \| \| ----------------- \| ------------------ \| -- \| \| 1. \| André Hofman \| 13 \| \| 2. \| Harry van de Ven \| 11 \| \| 3. \| Harrie Duda \| 7 \| \| 4. \| Ben Claus \| 3 \| \| 4. \| Harry Swanenberg \| 3 \| \| 6. \| Jan van Gerven \| 2 \| \| 7. \| Leo van der Linden \| 1 \| \| 7. \| Paul Merkx \| 1 \| \| 7. \| Gerrit Swinkels \| 1 \| \| Onbekend doelpunt \| \| \| \| – \| Onbekend \| 1 \| \| Totaal \| Totaal \| 43 \| |                    |      |
| # | Naam               | Goal |
| 1. | André Hofman       | 13   |
| 2. | Harry van de Ven   | 11   |
| 3. | Harrie Duda        | 7    |
| 4. | Ben Claus          | 3    |
| 4. | Harry Swanenberg   | 3    |
| 6. | Jan van Gerven     | 2    |
| 7. | Leo van der Linden | 1    |
| 7. | Paul Merkx         | 1    |
| 7. | Gerrit Swinkels    | 1    |
| Onbekend doelpunt |                    |      |
| – | Onbekend           | 1    |
| Totaal | Totaal             | 43   |